# Българо-китайска търговско-промишлена палата
Българско-китайската търговско-промишлена палата, съкр. БКТПП, българска неправителствена организация, регистрирана през 2013 г. като независимо сдружение за подпомагане, насърчаване, представителство и защита на стопанските интереси на своите членове.
С подкрепата на своите партньори организира изложения и събития, за да рекламира България. Официален представител е на Българската търговско-промишлена палата (БТПП) в Китай. Съвместно с и посолството на България в Пекин организира изложения и форуми като COTTM, BITE, CIFTIS, SIAL, ANUGA, PROWINE, INTERWINE, LPS, CIIE и др. Подпомага утвърждаването на българския език в Китай организира обучения, насочени към българския бизнес.

## Структура
БКТПП е национално сдружение с офиси в България и Китай, както и регионален офис в Република Северна Македония.
- Китай – Пекин, Шанхай, Фошан, Шенжен, Хайнан, Нанджин.
- България – София, Пловдив, Варна, Бургас, Пазарджик, Благоевград, Враца и Плевен
- Северна Македония – Скопие

## Дейност

### Реклама на България, туризма и образованието
- През 2019 година спонсорира екип на китайската национална телевизия CCTV 5, които създават 5 филма по 20 минути, излъчени по CCTV в най-гледаното време. Аудиторията на предаването е 980 милиона зрители. Посещението е по покана на Министерството на външните работи на България и посолството на България в Китай.
- Откриване на още 20 визови центъра чрез TLS Contact след откриването на визови центрове на VFS Global в 16 града в Китай.[5]
- Насърчава българския бизнес в рамките на инициативата Един пояс, един път.[6]
- Съдействие за филми, рекламиращи България

### Участие във форуми и изложения
През юли 2019 БКТПП участва на лятното издание на Световен икономически форум в гр. Далян, по-известно като „Летния Давос“.

### Обучения
БКТПП изготвя обучителни материали по теми от интерес за българския бизнес, сред които&
- Как да внасяте софтуер и да предоставите ИТ Услуги в Китай?[8]
- Стъпки при навлизането на китайския пазар[9]
- Въведение при търговията с Китай[10]

В поредица свои интервюта пред български медии председателят на БКТПП Лъчезар Динев коментира въпроси като:
- Подобряване експортния потенциал на българските компании[11]
- Инициативата за премахване на забраната за внос на продукти с есенция от Роза дамасцена.[12]
- Подпомагане на български винопроизводители за износ на спиртни напитки.[13]
- Утвърждаване на български географски означения в Китай.[14]
- Намаляване на негативното търговско салдо с Китай[15]
- Промяна на структурата на износа към Китай. Намаляване дела на суровините и износ на технологични продукти.[16]
- Приемането на България в Шенген и отражението върху бизнеса и БВП[17]
- Премахване на визите за САЩ[18]

## Партньорства
- Народно събрание[19]
- Министерство на външните работи на България
- Министерство на икономиката и енергетиката на България и ИАМСП.[20]
- Българско посолство в Китай[21][22]
- Център за малки и средни предприятия на Европейския съюз
- Представителство на Европейската комисия в Пекин от 2013 г.[23]
- Китайски съвет за насърчаване на международната търговия (CCPIT).[24]